# Inżynieria biomedyczna

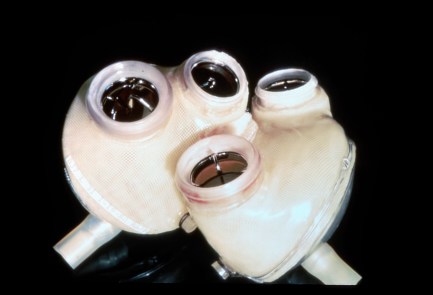
Sztuczne serce JARVIK-7 – przykład zastosowania mechaniki oraz materiałów biozgodnych w inżynierii biomedycznej (kardiochirurgia)

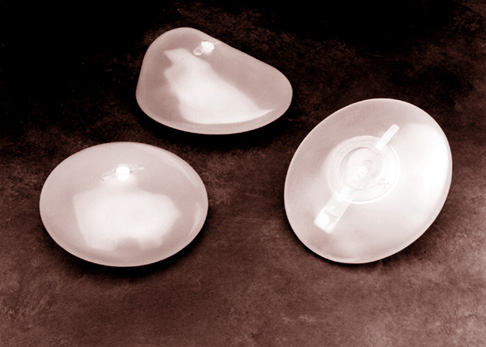
Implanty silikonowe – przykład zastosowania materiałów biozgodnych w inżynierii biomedycznej (chirurgia kosmetyczna)

Inżynieria biomedyczna – nauka stanowiąca połączenie wiedzy zlokalizowane na pograniczu nauk technicznych, medycznych i biologicznych. Główne zagadnienia, które obejmuje, to: bioinformatyka, informatyka medyczna, diagnostyka obrazowa, telemedycyna, przetwarzanie sygnałów biologicznych, biomechanika, biomateriały, analiza systemowa, modelowanie trójwymiarowe i optyka biomedyczna. Przykładami zastosowań tej wiedzy jest udoskonalanie produkcji i obsługi sprzętu medycznego, urządzeń diagnostycznych, oprzyrządowania obrazującego, wyposażenia laboratoryjnego, leków i wyrobów terapeutycznych. 
Inżynieria biomedyczna stanowi również obszar zainteresowania instytucji zajmujących się bezpieczeństwem i obronnością.

## Inżynieria kliniczna
Inżynieria kliniczna jest jedną z dziedzin inżynierii biomedycznej, która polega na kształceniu specjalistów odpowiedzialnych za kontrolowanie, naprawę oraz zarządzanie sprzętem medycznym w szpitalach. Inżynier kliniczny pracuje w wydziale informatycznym i fizjologii medycznej danej jednostki. 

## Działy
Z roku na rok ta interdyscyplinarna dziedzina nauki wnosi w świat medycyny coraz to lepsze i nowsze rozwiązania. Obszar działalności jest przełożeniem wiedzy technicznej na zastosowania medyczne, stąd pojawiają się specjaliści z zakresu oprogramowania sprzętu medycznego, konstrukcji sztucznych narządów czy też produkcji i kontroli urządzeń fizjoterapeutycznych. 
- elektronika i informatyka medyczna
- inżynieria biomateriałów
- biomechanika i bioakustyka
- optyka biomedyczna
- inżynieria rehabilitacyjna

## Studia w Polsce
Zgodnie z rozporządzeniem Ministra Edukacji Narodowej od roku akademickiego 2006/2007 inżynieria biomedyczna może funkcjonować jako osobny macierzysty kierunek studiów. Do tej pory w Polsce kształcenie w tym zakresie odbywało się poprzez wybór specjalizacji wobec toku studiów podjętym na jednym z kierunków technicznych.
Jednostki prowadzące studia na kierunku „inżynieria biomedyczna”:
- Akademia Górniczo-Hutnicza w Krakowie
  - Wydział Elektrotechniki, Automatyki, Informatyki i Inżynierii Biomedycznej Akademii Górniczo-Hutniczej w Krakowie
- Politechnika Białostocka
  - Wydział Mechaniczny, Instytut Inżynierii Biomedycznej[2]
- Politechnika Częstochowska
  - Wydział Inżynierii Mechanicznej i Informatyki
  - Wydział Inżynierii Procesowej, Materiałowej i Fizyki Stosowanej
- Politechnika Gdańska
  - Wydział Elektroniki, Telekomunikacji i Informatyki
- Politechnika Koszalińska
  - Instytut Technologii i Edukacji (dawniej Instytut Mechatroniki Nanotechnologii i Techniki Próżniowej)
- Politechnika Krakowska
  - Wydział Mechaniczny
- Politechnika Lubelska
  - Wydział Mechaniczny
- Politechnika Łódzka
  - Wydział Elektrotechniki, Elektroniki, Informatyki i Automatyki, Centrum Kształcenia Międzynarodowego
- Politechnika Opolska
  - Wydział Elektrotechniki, Automatyki i Informatyki
- Politechnika Poznańska
  - Wydział Inżynierii Mechanicznej
- Politechnika Śląska
  - Wydział Inżynierii Biomedycznej
  - Wydział Mechaniczny Technologiczny (Instytut Materiałów Inżynierskich i Biomedycznych)[3]
- Politechnika Warszawska
  - Wydział Elektroniki i Technik Informacyjnych
  - Wydział Mechatroniki
- Politechnika Wrocławska
  - Wydział Mechaniczny, Zakład Inżynierii Biomedycznej i Mechaniki Eksperymentalnej
  - Wydział Podstawowych Problemów Techniki, Instytut Inżynierii Biomedycznej i Pomiarowej
- Uniwersytet Śląski
  - Wydział Informatyki i Nauki o Materiałach
- Politechnika Bydgoska im. Jana i Jędrzeja Śniadeckich
  - Wydział Inżynierii Mechanicznej
- Uniwersytet Zielonogórski
  - Wydział Mechaniczny
  - Wydział Informatyki, Elektrotechniki i Automatyki
- Wojskowa Akademia Techniczna, kierunek międzywydziałowy (Biocybernetyka i Inżynieria biomedyczna)
  - Wydział Inżynierii Mechanicznej (administracyjnie)
- Zachodniopomorski Uniwersytet Technologiczny
  - Wydział Elektryczny: kierunek "Inżynieria Biomedyczna i Akustyczna"

### Specjalizacja
Osoby posiadające tytuł magistra lub magistra inżyniera na kierunkach: automatyka i robotyka, elektronika i telekomunikacja, mechanika i budowa maszyn, informatyka, inżynieria biomedyczna oraz mechatronika mogą odbyć 2-letnią specjalizację w dziedzinie inżynieria medyczna zgodnie z programem specjalizacji przygotowanym przez Centrum Medyczne Kształcenia Podyplomowego. Podstawę prawną dla prowadzenia kształcenia specjalizacyjnego stanowiło do 2016 roku rozporządzenie Ministra Zdrowia z 2002 r.; aktualnie zasady odbywania szkolenia specjalizacyjnego w dziedzinie inżynierii medycznej regulują przepisy Ustawy z dnia 24 lutego 2017 r. o uzyskiwaniu tytułu specjalisty w dziedzinach mających zastosowanie w ochronie zdrowia (Dz.U. z 2025 r. poz. 342).